# Sussaba fallasi
Sussaba fallasi är en stekelart som beskrevs av Ian D. Gauld och Paul E. Hanson 1997. Sussaba fallasi ingår i släktet Sussaba och familjen brokparasitsteklar. Inga underarter finns listade i Catalogue of Life.